# Tasiocera tarsalba
Tasiocera tarsalba là một loài ruồi trong họ Limoniidae. Chúng phân bố ở miền Australasia.